# 三立大樂隊
三立大樂隊是三立影視及其後身三立電視的專屬樂隊，1993年與三立影視長期合作的番王大樂隊正名為三立大樂隊，2007年解散。其編制是依各節目及錄影現場大小來決定樂隊規模，樂隊全員出動的人數約16人。

## 隊史
三立影視早期製作錄影秀《豬哥亮歌廳秀》時，因錄影基地不同，聘用的樂隊也不同：
- 1985年-「林玉峰大樂隊」指揮林玉峰老師
- 1986年- 中期「藍寶石大樂隊」張老師
- 1987年-後期「番王大樂隊」指揮王吉宣（番王）老師[1]。

1987年-三立影視與番王大樂隊長期合作。
1992年-三立影視推出錄影秀《三立五虎將 金牌點唱秀》，繼續與番王大樂隊合作。
1993年9月-三立影視開播「三立頻道」跨入衛星電視產業，番王大樂隊於同年正式命名為三立大樂隊。三立頻道第一個電視節目《21世紀新人歌唱排行榜》是以三立大樂隊為伴奏的第一個節目；之後，三立綜藝台的綜藝節目處處都會看得到三立大樂隊的演奏。
1996年-王吉宣屆齡退休，前華視大樂隊打擊樂手江慶霖接任三立大樂隊指揮。
2000年-詹緒純接手率領三立大樂隊。後期部分都無指揮，都由詹緒純擔任鍵盤手。
2002年-三立台灣台綜藝節目《黃金夜總會》全新改版，三立大樂隊本身隊員約八名，在這期間又在外聘五名小提琴手、邀請江慶霖擔任康加鼓手。三立電視節目部為了提升《黃金夜總會》全新的氣勢，購買一批新的樂器，資遣部分老隊員，加入新的樂手，以全新的三立大樂隊呈現。
2007年-《黃金夜總會》停播，三立大樂隊走入歷史，部分隊員併入詹緒純領導的詹仔大樂隊。

## 解散後的樂隊生涯
王吉宣退休後，一個人在台灣各地表演，自組16人樂隊「番王影視大樂隊」巡迴演出。三立大樂隊解散後，詹緒純以三立大樂隊原班人馬編制「詹仔大樂隊」在各家電視台綜藝節目伴奏，其他樂師也都有各自的跑道，繼續走他們的音樂之路。

## 外部連結
- 樂隊的伴奏回味一下（页面存档备份，存于）